# 寰亞傳媒集團
寰亞傳媒集團（Media Asia Group Holdings Limited，港交所除牌前：8075），全名為寰亞傳媒集團有限公司，前稱寰亞綜藝集團，是一家總部位於香港的华语娛樂集團公司，於北京、上海、台北及首爾亦設有辦事處，业务包括艺人管理、电影及电视节目制作发行、音乐制作及出版、演出活动制作等。

## 發展歷史
1998年，小室哲哉在香港創立Rojam Entertainment Limited，並使用ROJAM（英語「MAJOR」倒写）作為品牌，突顯公司的願景是成為「在亞洲的主要娛樂網絡」。2000年成立Rojam Entertainment Holdings Limited，2001年5月31日在香港联交所創業板上市，集团经营重心为日本的唱片發行及音樂製作业务，同时在香港经营唱片發行业务，在中国大陆經營娛樂宮。2002年，日本娛樂公司吉本興業成為集團最大股東。2004年5月，小室哲哉辞任集團主席兼執行董事。2007年3月31日售出日本全部业务，2007年12月、2008年7月相继结束上海羅杰娛樂宮及蘇州Rojam Club的运营。 
2011年4月，豐德麗控股、马云旗下的私募基金“云锋基金”、新浪斥资4.9亿港元入主ROJAM。2011年8月23日，更名為寰亞傳媒集團有限公司（Media Asia Group Holdings Limited）。2011年6月，成为豐德麗控股有限公司的全资子公司。 

## 旗下業務

### 電影
- 寰亞電影
- 寰亞電影發行有限公司
- 上影寰亞
- 寰亞電影發行（中國）
- 中像寰亞音電像製品

### 電視劇集
- 寰亞電視節目發行
- 寰亞電視節目製作

### 音樂
- 寰亞音樂
- 東亞唱片
- A Music
- 華星唱片
- Clot Media Division
- 寰亞音樂出版

### 項目及娛樂活動管理
- 寰亞娛樂
- 寰亞娛樂 (澳門)
- 寰亞演出經紀 (澳門)
- 寰亞文化傳播

### 藝人管理
- 寰亞藝人管理有限公司
- 寰亞音樂
- 鼎紅文化傳播
- Lam & Lamb Entertainment Ltd
- 大岳娛樂有限公司
- Cool Style Media & Management

## 旗下藝人

### 寰亞藝人管理
| 藝人   | 藝人   | 藝人         | 藝人   |
| ------ | ------ | ------------ | ------ |
| 陳健安 | 蔡穎恩 | 崔始源       | 蔡浩然 |
| 馮允謙 | 河智苑 | 梁仲恆       | 洪瑞珙 |
| 邱詩凌 | 林嘉欣 | Nowhere Boys | 宋楚琳 |
| 曾柏鈞 | 雲浩影 | 黃淑蔓       | 連家穎 |

### 寰亞音樂
| 歌手      | 歌手         | 歌手   | 歌手   |
| --------- | ------------ | ------ | ------ |
| 鄭秀文    | 鄧麗欣       | 馮允謙 | 陳健安 |
| 雲浩影    | ANSONBEAN    | 黃淑蔓 | 盧慧敏 |
| 組合      |              |        |        |
| C AllStar | Nowhere Boys | Me&    |        |

### 大岳娛樂
| 歌星   | 歌星   | 歌星 | 歌星 |
| ------ | ------ | ---- | ---- |
| 任賢齊 | 蘇永康 |      |      |

### Lam & Lamb Entertainment Ltd
| 旗下藝人 | 旗下藝人 | 旗下藝人 | 旗下藝人 |
| -------- | -------- | -------- | -------- |
| 草 蜢    | 鄭伊健   | 林曉峰   |          |

### 鼎紅文化傳播
| 旗下藝人 | 旗下藝人 | 旗下藝人 | 旗下藝人 |
| -------- | -------- | -------- | -------- |
| 韓紅     |          |          |          |

### Cool Style Media & Management
（與天下一集團合作）
| 旗下藝人  | 旗下藝人 | 旗下藝人 | 旗下藝人 |
| --------- | -------- | -------- | -------- |
| ANSONBEAN | 熊黛林   | 劉沛蘅   | 陳嘉寶   |
| 鄧麗欣    | 許恩怡   | 盧慧敏   | 張凱娸   |
| 譚旻萱    | 潘藝桐   | 林熙彤   | 曾睿彤   |
| 坂部佩莎  |          |          |          |

## 過往藝人

### 大岳娛樂
| 旗下藝人                  | 旗下藝人 | 旗下藝人 | 旗下藝人 |
| ------------------------- | -------- | -------- | -------- |
| 黃家強 （已加盟東亞星光） | 羅大佑   | 梁漢文   | 張信哲   |
| 黃品源                    | 蘇慧倫   | 徐懷鈺   |          |

### Lam & Lamb Entertainment Ltd.
| 蘇麗珊 | 林嘉欣 | 林德信 | 康子妮 |

## 出品電影
歷年發行的電影及非港產片。

## 出品劇集
- 蝕日風暴（2018）
- 家族榮耀（2022）
- 疊影狙擊 （2023）
- 家族榮耀之繼承者 （2024）
- 家族荣耀之复仇联盟 （2025）

## 外部連結
- 寰亞傳媒集團官網 （页面存档备份，存于）
- 寰亞電影的新浪微博